# Herrarnas turnering i ishockey vid olympiska vinterspelen 2006
Herrarnas turnering vid de olympiska vinterspelen 2006 bestod av 12 lag. Lagen delades inledningsvis upp i två grupper med sex lag i varje grupp. De fyra främsta i varje grupp gick vidare till slutspel. Turneringen vanns till slut av Sverige, som besegrade Finland i finalen med 3-2.

## Medaljfördelning
| Gren                        | Guld | Silver | Brons |
| Herrarnas ishockeyturnering | Sverige Daniel Alfredsson Per-Johan Axelsson Christian Bäckman Peter Forsberg Mika Hannula Niclas Hävelid Tomas Holmström Jörgen Jönsson Kenny Jönsson Niklas Kronwall Nicklas Lidström Stefan Liv Henrik Lundqvist Fredrik Modin Mattias Öhlund Samuel Påhlsson Mikael Samuelsson Daniel Sedin Henrik Sedin Mats Sundin Ronnie Sundin Mikael Tellqvist Daniel Tjärnqvist Henrik Zetterberg | Finland Niklas Bäckström Aki-Petteri Berg Niklas Hagman Jukka Hentunen Jussi Jokinen Olli Jokinen Niko Kapanen Mikko Koivu Saku Koivu Lasse Kukkonen Antti Laaksonen Jere Lehtinen Toni Lydman Antti-Jussi Niemi Ville Nieminen Antero Niittymäki Fredrik Norrena Petteri Nummelin Teppo Numminen Ville Peltonen Jarkko Ruutu Sami Salo Teemu Selänne Kimmo Timonen | Tjeckien Jan Bulis Petr Čajánek Patrik Eliáš Martin Erat Dominik Hašek Milan Hejduk Aleš Hemský Milan Hnilička Jaromír Jágr František Kaberle Tomáš Kaberle Aleš Kotalík Filip Kuba Pavel Kubina Robert Lang Marek Malík Rostislav Olesz Václav Prospal Martin Ručínský Dušan Salfický Jaroslav Špaček Martin Straka Tomáš Vokoun David Výborný Marek Židlický |

## Kvalspel
De åtta främsta lagen på  IIHF:s världsrankinglista kvalificerade sig automatiskt för turneringen, vilket var Kanada, Sverige, Slovakien, Tjeckien, Finland, USA, Ryssland och Tyskland. Utöver detta kvalificerade sig värdnation Italien. Utöver detta fanns det tre platser som det kvalspelades om. Kvalspelet bestod av tre olika kvalturneringar, där vinnaren av varje kvalturnering kvalificerade sig för OS. Följande lag kvalificerade sig för OS:
- Kanada
- Sverige
- Slovakien
- Tjeckien
- Finland
- USA
- Ryssland
- Tyskland
- Italien - värdnation
- Schweiz - vinnare av kvalturnering
- Kazakstan - vinnare av kvalturnering
- Lettland - vinnare av kvalturnering

## Huvudturnering

### Gruppspel
| Nr | Lag      | S | V | O | F | GM | IM | MS  | P  |
| -- | -------- | - | - | - | - | -- | -- | --- | -- |
| 1  | Finland  | 5 | 5 | 0 | 0 | 19 | 2  | +17 | 10 |
| 2  | Schweiz  | 5 | 2 | 2 | 1 | 10 | 12 | −2  | 6  |
| 3  | Kanada   | 5 | 3 | 0 | 2 | 15 | 9  | +6  | 6  |
| 4  | Tjeckien | 5 | 2 | 0 | 3 | 14 | 12 | +2  | 4  |
| 5  | Tyskland | 5 | 0 | 2 | 3 | 7  | 16 | −9  | 2  |
| 6  | Italien  | 5 | 0 | 2 | 3 | 9  | 23 | −14 | 2  |

| 15 februari | 13:00 | Match 2  | Italien  | 2 | – | 7 | Kanada   |
| 15 februari | 15:30 | Match 3  | Schweiz  | 0 | – | 5 | Finland  |
| 15 februari | 17:00 | Match 4  | Tyskland | 1 | – | 4 | Tjeckien |
| 16 februari | 12:00 | Match 7  | Finland  | 6 | – | 0 | Italien  |
| 16 februari | 13:00 | Match 8  | Tjeckien | 2 | – | 3 | Schweiz  |
| 16 februari | 20:00 | Match 11 | Kanada   | 5 | – | 1 | Tyskland |
| 18 februari | 13:00 | Match 14 | Italien  | 3 | – | 3 | Tyskland |
| 18 februari | 15:30 | Match 15 | Kanada   | 0 | – | 2 | Schweiz  |
| 18 februari | 21:00 | Match 18 | Tjeckien | 2 | – | 4 | Finland  |
| 19 februari | 12:00 | Match 19 | Tyskland | 2 | – | 2 | Schweiz  |
| 19 februari | 20:00 | Match 23 | Tjeckien | 4 | – | 1 | Italien  |
| 19 februari | 21:00 | Match 24 | Finland  | 2 | – | 0 | Kanada   |
| 21 februari | 12:30 | Match 26 | Schweiz  | 3 | – | 3 | Italien  |
| 21 februari | 15:30 | Match 27 | Finland  | 2 | – | 0 | Tyskland |
| 21 februari | 16:30 | Match 28 | Kanada   | 3 | – | 2 | Tjeckien |

| Nr | Lag       | S | V | O | F | GM | IM | MS  | P  |
| -- | --------- | - | - | - | - | -- | -- | --- | -- |
| 1  | Slovakien | 5 | 5 | 0 | 0 | 18 | 8  | +10 | 10 |
| 2  | Ryssland  | 5 | 4 | 0 | 1 | 23 | 11 | +12 | 8  |
| 3  | Sverige   | 5 | 3 | 0 | 2 | 15 | 12 | +3  | 6  |
| 4  | USA       | 5 | 1 | 1 | 3 | 13 | 13 | 0   | 3  |
| 5  | Kazakstan | 5 | 1 | 0 | 4 | 9  | 18 | −9  | 2  |
| 6  | Lettland  | 5 | 0 | 1 | 4 | 11 | 29 | −18 | 1  |

| 15 februari | 11:30 | Match 1  | Kazakstan | 2 | – | 7 | Sverige   |
| 15 februari | 20:00 | Match 5  | Ryssland  | 3 | – | 5 | Slovakien |
| 15 februari | 21:00 | Match 6  | Lettland  | 3 | – | 3 | USA       |
| 16 februari | 16:00 | Match 9  | Sverige   | 0 | – | 5 | Ryssland  |
| 16 februari | 17:00 | Match 10 | Slovakien | 6 | – | 3 | Lettland  |
| 16 februari | 21:00 | Match 12 | USA       | 4 | – | 1 | Kazakstan |
| 18 februari | 11:30 | Match 13 | Kazakstan | 0 | – | 1 | Ryssland  |
| 18 februari | 17:00 | Match 16 | Sverige   | 6 | – | 1 | Lettland  |
| 18 februari | 20:00 | Match 17 | Slovakien | 2 | – | 1 | USA       |
| 19 februari | 13:00 | Match 20 | Ryssland  | 9 | – | 2 | Lettland  |
| 19 februari | 16:00 | Match 21 | Slovakien | 2 | – | 1 | Kazakstan |
| 19 februari | 17:00 | Match 22 | USA       | 1 | – | 2 | Sverige   |
| 21 februari | 11:30 | Match 25 | Lettland  | 2 | – | 5 | Kazakstan |
| 21 februari | 20:00 | Match 29 | Sverige   | 0 | – | 3 | Slovakien |
| 21 februari | 20:30 | Match 30 | USA       | 4 | – | 5 | Ryssland  |

### Kvartsfinaler
| 22 februari | 16:30 | Match 31 | Finland  | 4 | – | 3 | USA       |
| 22 februari | 17:30 | Match 32 | Schweiz  | 2 | – | 6 | Sverige   |
| 22 februari | 20:30 | Match 33 | Kanada   | 0 | – | 2 | Ryssland  |
| 22 februari | 21:30 | Match 34 | Tjeckien | 3 | – | 1 | Slovakien |

### Semifinaler
| 24 februari | 16:30 | Match 36 | Sverige | 7 | – | 3 | Tjeckien |
| 24 februari | 21:00 | Match 35 | Finland | 4 | – | 0 | Ryssland |

### Bronsmatch
Bronsmatchen spelades mellan Tjeckien och Ryssland. Tjeckien kom till bronsmatchen genom att komma fyra i grupp A och slog därefter Slovakien i kvartsfinalen, men förlorade mot Sverige i semifinalen med 7-3. Ryssland kom tvåa i grupp B, vann sin kvartsfinal mot Kanada med 2-0 men förlorade därefter mot Finland med 4-0. Tjeckien vann matchen med 3-0 och tog därmed bronsmedaljen.
| 25 februari | 20:30 | Match 37 | Ryssland | 0 | – | 3 | Tjeckien |

### Final
Finalen spelades mellan de båda nordiska länderna Sverige och Finland. Sverige kvalificerade sig för finalen genom att komma trea i grupp B, för att därefter slå Schweiz med 6-2 i kvartsfinalen och Tjeckien med 7-3 i semifinalen. Finland hade kvalificerat sig genom seger i grupp A - där de vann alla fem matcher - och därefter kvartsfinalseger med 4-3 mot USA. Finland slog senare Ryssland med 4-0 i semifinalen. Sverige vann finalen med 3-2 och tog därmed sin andra OS-guldmedalj i ishockey.
| 26 februari | 14:00 | Match 38 | Finland | 2 | – | 3 | Sverige |

## Slutresultat
1. Sverige
2. Finland
3. Tjeckien
4. Ryssland
5. Slovakien
6. Schweiz
7. Kanada
8. USA
9. Kazakstan
10. Tyskland
11. Italien
12. Lettland

### All Star Team
- Målvakt: Antero Niittymäki, Finland
- Backar: Nicklas Lidström, Sverige; Kimmo Timonen, Finland
- Forwards: Teemu Selänne, Finland; Saku Koivu, Finland; Aleksandr Ovetjkin, Ryssland
- MVP: Antero Niittymäki, Finland

## Kuriosa
Finalen i denna turnering blev i Sverige det tredje mest sedda programmet under året 2006 med hela 3,5 miljoner tv-tittare. På första plats kom finalen i Melodifestivalen och på andra plats kom Kalle Anka.